# Клейнерман, Зельман Вениаминович
Зельман (Зурих) Вениаминович Клейнерман (1867, Белосток — 1936, Ленинград) — российский архитектор, автор хоральной синагоги в Самаре.
Зельман Венеаминович также участвовал в постройке Троицкой церкви в селе Большая Глушица Самарской области в 1908 году.

## Биография
Зельман Клейнерман родился в Белостоке. Его родители Бениамин Давидович Клейнерман и Хая Беровна Боренс происходили из Сувалок. Первоначальное образование получил в Белостокском реальном училище, откуда в 1886 году поступил в Петербургский институт гражданских инженеров. В 1891 году окончил курс со званием гражданского инженера и правом на чин X класса. В декабре того же года назначен на должность младшего инженера при строительном отделении Самарского губернского правления.
На визитной карточке Клейнермана можно прочитать: Архитектор Губернского Правления З. Клейнерман. Саратовская улица, дом Челышева.
Вплоть до революции 1917-го занимался частной практикой. Строил доходные дома, общественные и культовые сооружения в Самаре и окрестных поселениях. Клейнерман считается ярчайшим зодчим Самары начала XX века, без построек которого сложно представить архитектурный облик города.
После 1917 года проектированием больше не занимался. По некоторым данным, был арестован в 1919 и некоторое время находился в заключении в самарской городской тюрьме. В 1930-х работал инженером. После выхода на пенсию переехал в г. Ленинград. Умер в 1936 г. Похоронен на Обуховском кладбище в Санкт-Петербурге.

## Проекты и постройки

### Самара[2]
- Хоральная синагога (ул. Садовая, 49), 1903—1908
- Доходный дом книготорговца С. А. Гринберга (улица Молодогвардейская, 98), 1909—1910
- Здание типографии Федорова на Галактионовской, 1911
- Доходный дом доктора медицины М. А. Гринберга (улица Самарская, 138/Рабочая, 20), 1912
- Доходный дом Титулярного советника В. Е. Прахова (улица Самарская, 151/Рабочая, 22), 1902[3]
- Доходный дом И. Е. Савельева (ул. Молодогвардейская, 128), 1913
- Дом Н. В. Батюшковой (А. Толстого, 26), 1910-е
- Гостиница С. Г. Ратнер (Некрасовская, 62)
- Здание пожарной части (ул. Чернореченская), 1914
- Здание Общества взаимного кредита (ул. Куйбышева, 93), 1916—1917
- Здание Губернской тюрьмы
- Церковь Космы и Дамиана (Кузайкино, республика Татарстан), 1897